# アレハンドロ・ゲラ
アレハンドロ・アブラアム・ゲラ・モラレス（Alejandro Abraham Guerra Morales, 1985年7月9日 - ）は、ベネズエラ・カラカス出身の元同国代表サッカー選手。現役時代のポジションはMF（攻撃的ミッドフィールダー）。

## クラブ歴

### カラカス
地元のカラカスFCの下部組織からトップチームに昇格。2002-03シーズンにトップチームで初出場した。2003年9月21日に初得点。
2004年にプリメーラB・ナシオナルのフベントゥード・アントニアナに期限付き移籍。1試合も出場できなかったが、カラカスに復帰後はレギュラーを掴んだ。
2007年2月22日にコパ・リベルタドーレスで国際大会初得点。2010年7月1日に給与面で合意に至らず、カラカスを退団。

### デポルティーボ・アンソアテギ
2010年7月20日に1年契約でデポルティーボ・アンソアテギSCに加入。8月8日に初出場、初得点。
2011年4月3日にはプロ初のハットトリックを達成。同月末に再度達成した。

### ミネロス・デ・グアヤナ
2011年7月にACCDミネロス・デ・グアヤナに加入。9月25日に移籍後初得点。翌シーズンもレギュラーとして活躍。また、コパ・スダメリカーナ2012ではベネズエラのクラブとして初めてとなるアウェーでの勝利に貢献した。

### アトレティコ・ナシオナル
2014年6月30日に1年の期限付き移籍でアトレティコ・ナシオナルに加入。翌年7月5日に完全移籍したが、所有権の30%は依然としてミネロスが保有する形となった。
コパ・リベルタドーレス2016では13試合3得点を記録し、優勝に貢献した。

### パウメイラス
2016年12月27日にSEパウメイラスが翌月からの加入を発表、移籍金については明らかになっていない。
2019年7月7日、ECバイーアへローンで加入。同年末にはパウメイラスへレンタルバックとなった。

## 代表歴
U-20代表として2005 南米ユース選手権に出場した。
2006年5月5日のメキシコ戦で後半にアルベルト・ロハスに代わって出場し、A代表初出場。翌年1月14日のスウェーデン戦で代表初得点。
2007年9月8日、親善試合のパラグアイ戦で決勝点を挙げ逆転勝利に貢献した。
2010年のキリンチャレンジカップで来日し、2月2日に行われた日本戦にスタメン出場した。2014年の同大会でも日本と対戦している。
コパ・アメリカ2007 やコパ・アメリカ2015、コパ・アメリカ・センテナリオに出場。センテナリオにおける6月9日のウルグアイ戦では、ゴールまで50メートル以上の距離からシュートを放つと相手GKフェルナンド・ムスレラの手を掠めバーに直撃。サロモン・ロンドンがこれを押し込み1-0で勝利を収め、チームの対ウルグアイ初白星及び決勝トーナメント進出に貢献した。

## 個人成績
2018年6月3日現在
代表での得点一覧
| #  | 日附          | 場所                                                                           | 対戦相手     | 得点 | 結果 | 大会                              |
| -- | ------------- | ------------------------------------------------------------------------------ | ------------ | ---- | ---- | --------------------------------- |
| 1. | 2007年1月14日 | エスタディオ・ホセ・パチェンチョ・ロメロ （ マラカイボ）                       | スウェーデン | 1–0  | 2–0  | 親善試合                          |
| 2. | 2007年9月8日  | ポリデポルティーボ・カチャマイ （ シウダーグアヤナ）                           | パラグアイ   | 3–2  | 3–2  | 親善試合                          |
| 3. | 2007年9月20日 | エスタディオ・ポリデポルティーボ・デ・プエブロ・ヌエボ （ サン・クリストバル） | ボリビア     | 3–3  | 5–3  | 2010 FIFAワールドカップ・南米予選 |
| 4. | 2011年6月11日 | サム・ボイド・スタジアム （ クラーク郡ホイットニー）                           | メキシコ     | 1–0  | 3–0  | 親善試合                          |

## タイトル

### クラブ
カラカス
- プリメーラ・ディビシオン : 2003-04, 2005-06, 2006-07, 2008-09, 2009-10
- コパ・ベネズエラ（英語版）: 2009

ミネロス・デ・グアヤナ
- コパ・ベネズエラ : 2011

アトレティコ・ナシオナル
- カテゴリア・プリメーラA : 2014-I, 2015-II
- コパ・コロンビア（英語版）: 2016
- スーペルリーガ・コロンビアーナ（英語版）: 2016
- コパ・リベルタドーレス : 2016

パルメイラス
- カンピオナート・ブラジレイロ・セリエA : 2018

### 個人
- コパ・リベルタドーレス最優秀選手: 2016